# Ken Perlin

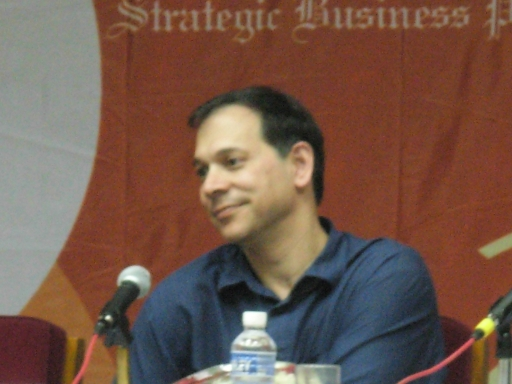

Kenneth H. Perlin ist ein amerikanischer Informatiker, der in der breiteren Öffentlichkeit durch seine Beiträge zur Computeranimation von Kinofilmen Bekanntheit erlangte. Er erhielt 1997 einen Oscar für technische Verdienste (Academy Technical Achievement Award) der Academy of Motion Picture Arts and Sciences für die Verbesserung des Erscheinungsbildes computergenerierter Oberflächen in Filmen mittels der Verwendung von Perlin-Rauschen. Er ist Professor für Computerwissenschaften an der New York University.

## Ausbildung
Perlin studierte Theoretische Mathematik an der Harvard-Universität (B.S.-Abschluss im Juli 1979) und wechselte dann an die New York University, wo er im Juni 1984 den M.S.-Abschluss in Informatik erlangte und im Februar 1986 im selben Fach promovierte. Der Titel seiner Dissertation ist Synthesizing Realistic Textures by the Composition of Perceptually Motivated Functions.

## Wissenschaftliche Karriere
Während seiner Zeit als Master-Student und als Doktorand arbeitete er in der Firma SynthaVision im Bereich der Computeranimation, später auch als Chef der Softwareentwicklung bei R/Greenberg Associates. Er begann seine akademische Laufbahn 1986 als wissenschaftlicher Mitarbeiter am Media Research Lab am Courant-Institut für Mathematik der New York University. An diesem Institut ist er seitdem geblieben, zunächst als Assistenzprofessor (1987), dann als Associate Professor (1993) und schließlich als Professor (1997). Er war Direktor des NYU Centers for Advanced Technology (1994–2004) und ist seit 2008 Direktor des NYU Games for Learning Institute des Consortium for Research and Evaluation of Advanced Technologies in Educaton. Er ist Mitglied des World Building Institute, einem Verbund von Akteuren, die sich mit dem Worldbuilding, der Erschaffung imaginärer Welten (z. B. in Computerspielen und im Film) befassen.

## Arbeitsgebiete
Seine wissenschaftlichen Arbeiten lassen sich den folgenden Gebieten zuordnen: Computergraphik, Computeranimation, Multimedia, und dem naturwissenschaftlichen Unterricht (science education). Er ist insbesondere bekannt für die Entwicklung des Perlin-Rauschens und des Simplex-Rauschens. Er trug zur interaktiven character animation in Echtzeit bei, sowie zur Entwicklung von Mensch-Maschine-Schnittstellen.

## Auszeichnungen
Neben vielen anderen Auszeichnungen erhielt er 1997 einen Oscar für technische Verdienste. Der Preis wurde ihm für die Einführung des Perlin-Rauschens und seine Anwendung für die Erzielung eines realistischen Eindrucks computergenerierter Oberflächen verliehen. Die Technik wurde von ihm im Zuge seiner Arbeiten am Walt-Disney-Film Tron, der 1982 erschien, entwickelt.